# Paulino González Fernández-Corugedo
Paulino González Fernández-Corugedo (Oviedo, Asturias, 7 de octubre de 1945) es un diplomático español.
Licenciado en Derecho, ingresó en 1974 en la carrera diplomática. Estuvo destinado en las representaciones diplomáticas españolas en Guinea Ecuatorial, Chile, Tailandia, Egipto, Grecia y México. Fue jefe de área en la Oficina de Derechos Humanos y cónsul general de España en Casablanca. En 2001 fue nombrado subdirector general de Cancillería en la Dirección General de Protocolo y, posteriormente, embajador de España en República de Haití. El 27 de julio de 2007, el Consejo de Ministros lo designó embajador en Letonia, hasta el 22 de enero de 2011, en que fue relevado por María Consuelo Femenía Guardiola.